# Nonnenmühle (Niers)
Die Nonnenmühle war eine Wassermühle mit einem unterschlächtigen Wasserrad am Oberlauf der Niers, im Mönchengladbacher Stadtteil Uedding im Regierungsbezirk Düsseldorf.

## Geographie
Die Nonnenmühle hat ihren Standort an der linken Seite der Niers, an der Myllendonker Straße 264–266 im Mönchengladbacher Stadtteil Uedding. Oberhalb befand sich die Schlossmühle Myllendonk, unterhalb die Broichmühle. Das Gelände, auf dem das Mühlengebäude steht, hat eine Höhe von ca. 41 m über NN.

## Gewässer
Die Niers (GEWKZ 286) in ihrem alten Flussbett versorgte bis zur Flussbegradigung über Jahrhunderte zahlreiche Mühlen mit Wasser. Die Niers entspringt in Kuckum, einem Ortsteil der Stadt Erkelenz. Bis zur Mündung in die Maas bei Gennep (Niederlande) hat die Niers eine Gesamtlänge von 117,668 km und ein Gesamteinzugsgebiet von 1.380,630 km². Die Quelle liegt bei 73 m ü. NN, die Mündung bei 9 m ü. NN. Die Pflege und der Unterhalt des Gewässers obliegt dem Niersverband.

## Geschichte
Die Nonnenmühle hatte ihre erste urkundliche Erwähnung im Jahre 1327, als die Nonne Mechtildis von Helpenstein dem Neuwerker Kloster u. a. die Einkünfte von 1 Mo. Wiese sita juxta Molendinum Novioperis. vermachte. Die Mühle befand sich im Besitz des Klosters, wovon ihr ursprünglicher Name Juffernmühle stammte. Im Jahre 1510 gehörte die Mühle zum Besitz der Abtei. Spanische Soldaten brannten die Mühle um 1610 nieder. Die Mühle wurde als unterschlächtige Mahlmühle wieder aufgebaut. Im Rahmen der Säkularisation gelangte die Mühle 1803 durch Versteigerung in Privathand. Zum Bestand der Mühle gehörten die Wassermühle an der Niers, bestehend aus dem Mühlengebäude, Keller, Küche, drei Zimmer im Erdgeschoss, zwei Zimmer im ersten Stockwerk und einem Speicher, Getreidelagerraum, Pferdeställe, Viehställe, Wagenschuppen, Lagerhäuser und einem Geflügelhof. 1848 wurde die Mühle zu einer Ölmühle erweitert. 1923 wurde die Mühle noch mit einem Wasserrad angetrieben, 1938 verstärkte eine Turbine die Wasserkraft, nach der Niersregulierung wurde 1940 ein Elektroantrieb installiert. Zusätzlich wurde eine Diesel-Rohöl-Maschine als Verstärker hinzugefügt. 1975 wurde der Mühlenbetrieb eingestellt. Das im Jahre 2002 unter Denkmalschutz stehende Gebäude ist zu einer Wohnanlage umgebaut und seit 2017 wieder bewohnt.

## Galerie

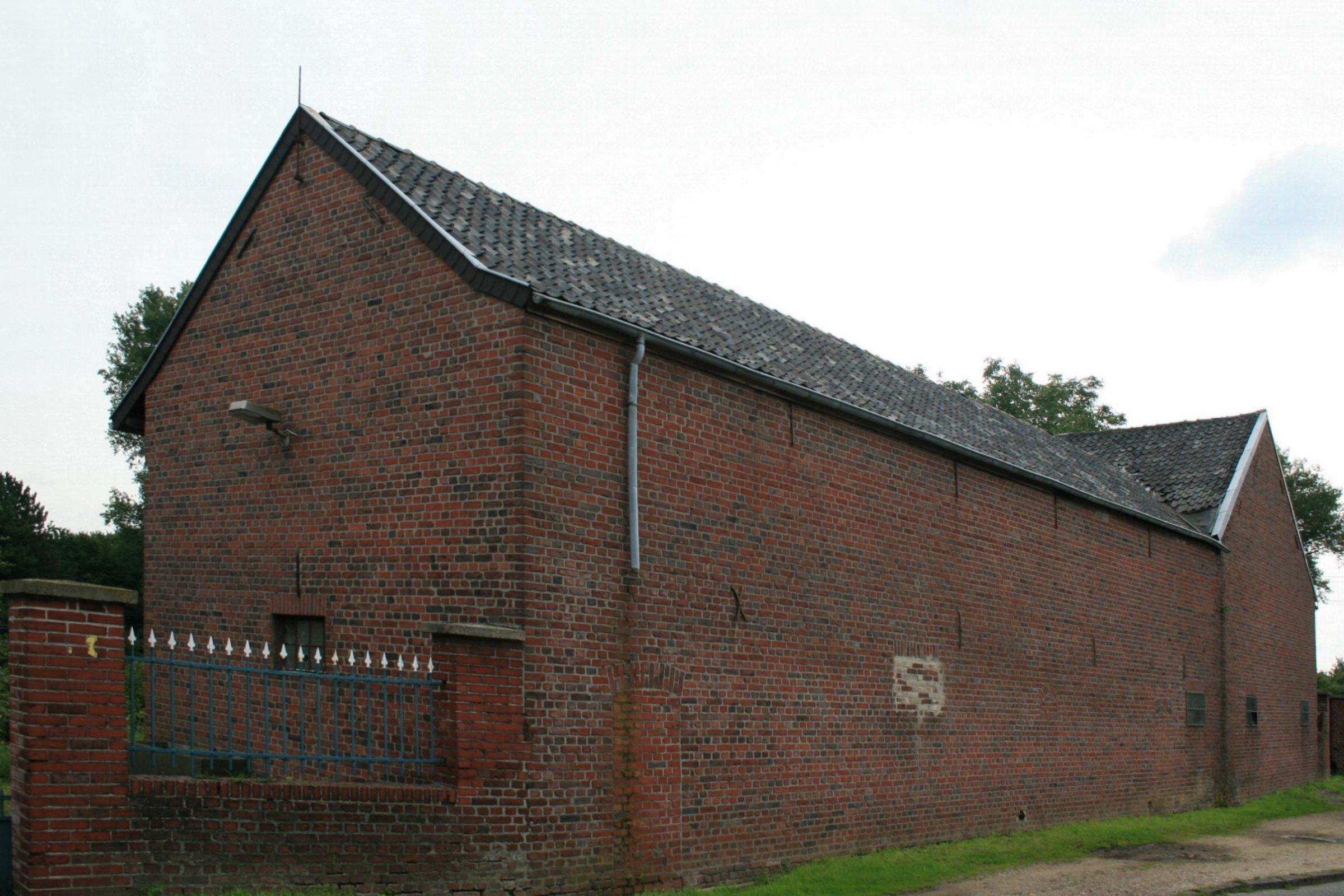
Wirtschaftsgebäude der Nonnenmühle
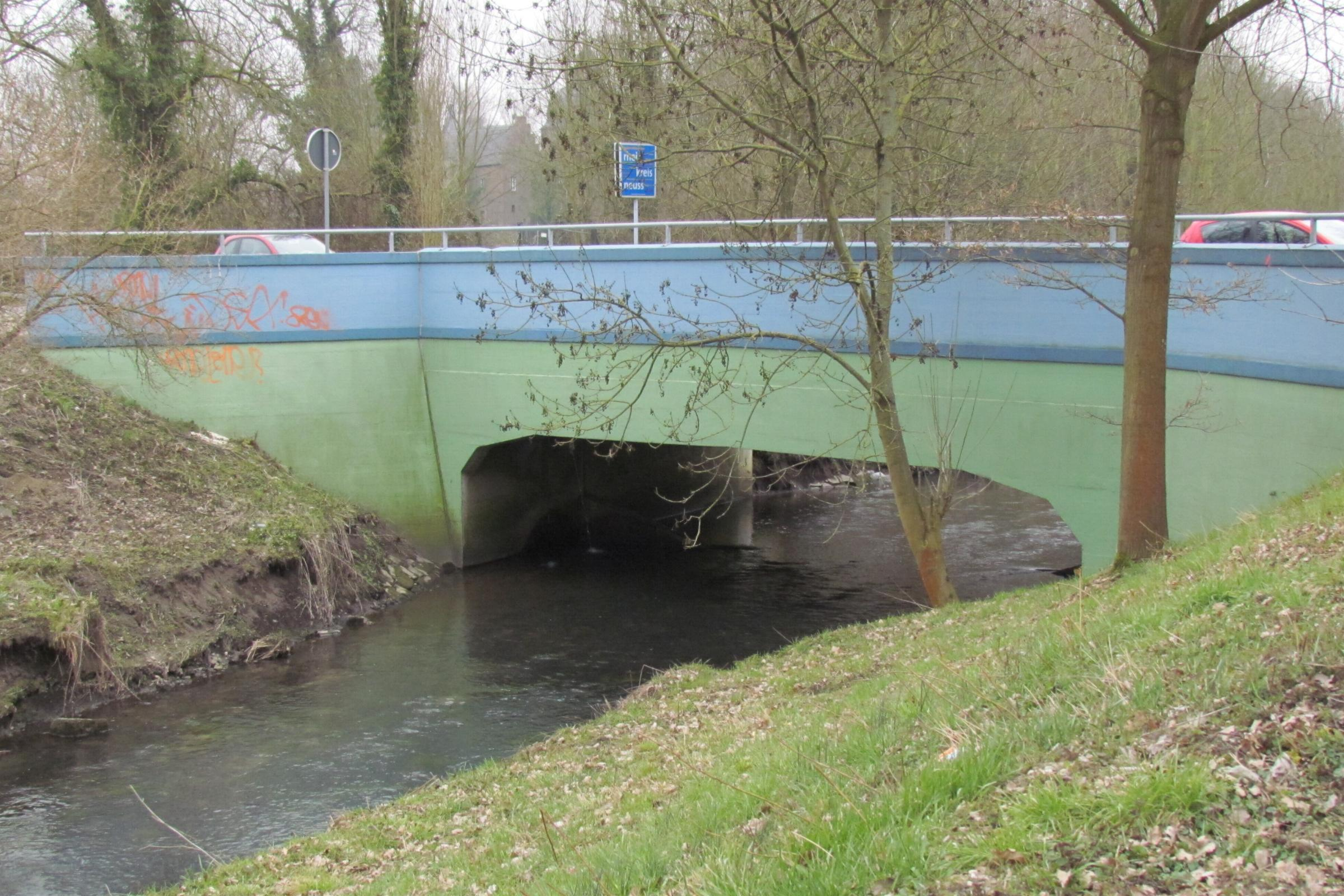
Niersbrücke an der Nonnenmühle
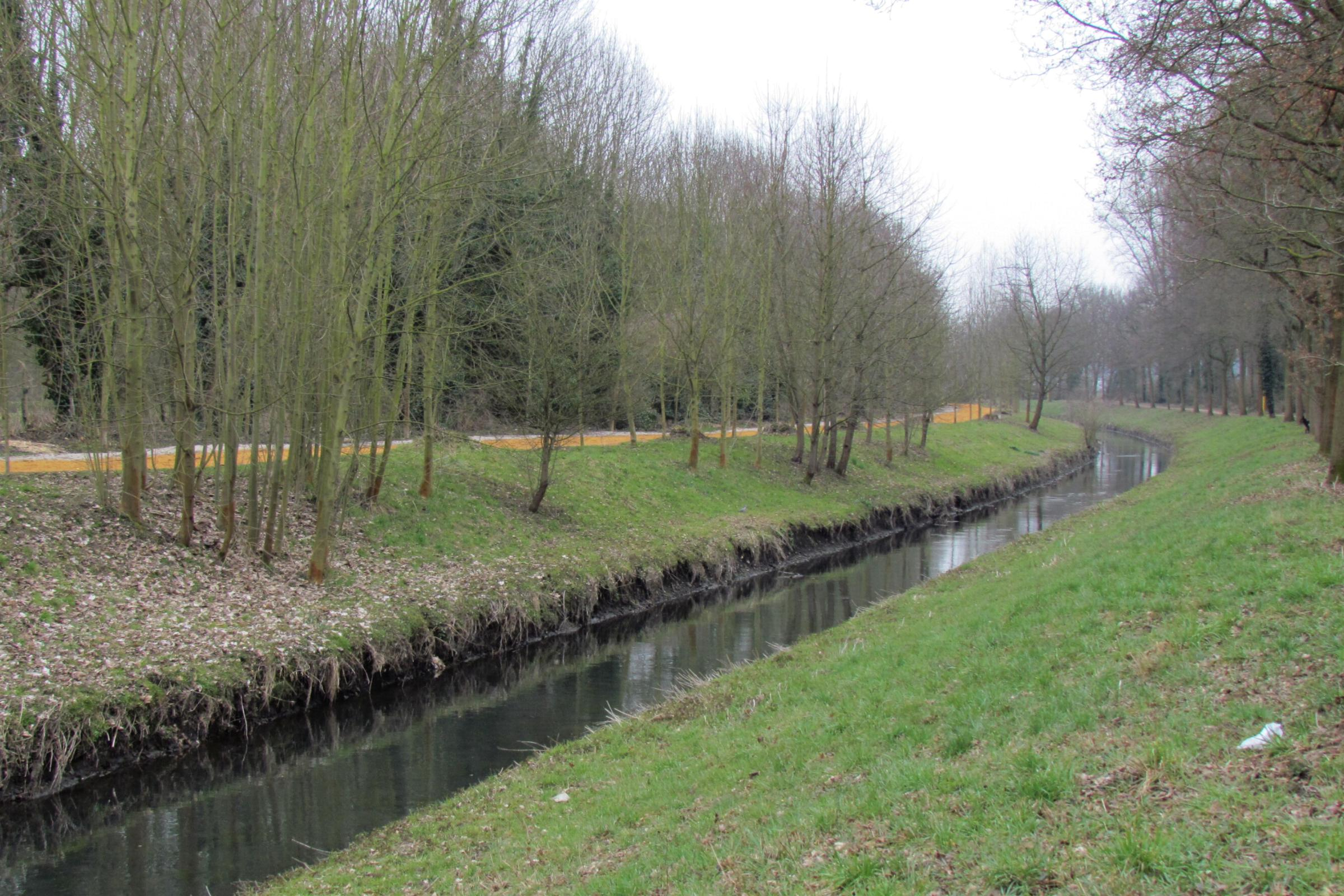
Die Niers an der Nonnenmühle
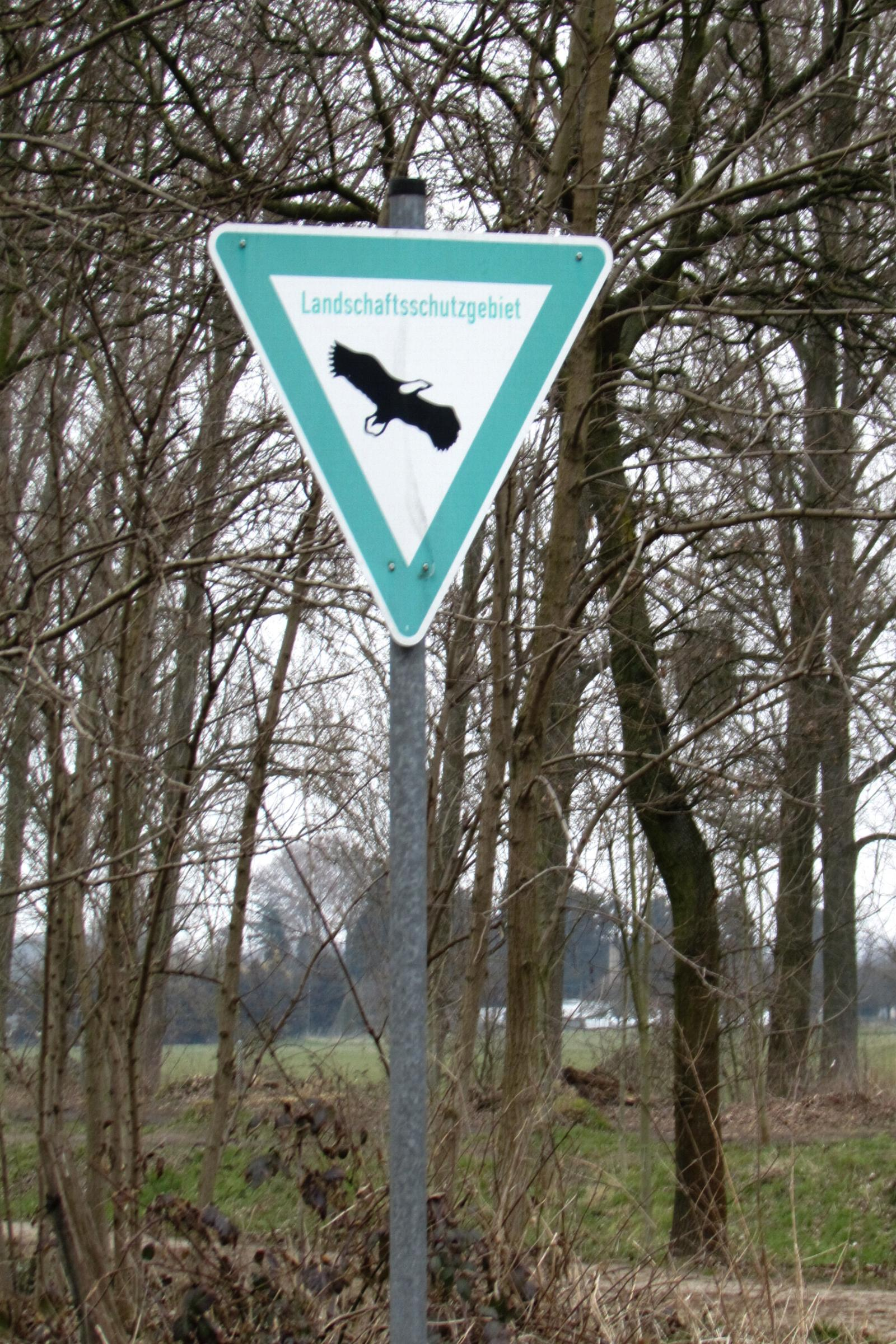
Landschaftsschutz an der Niers
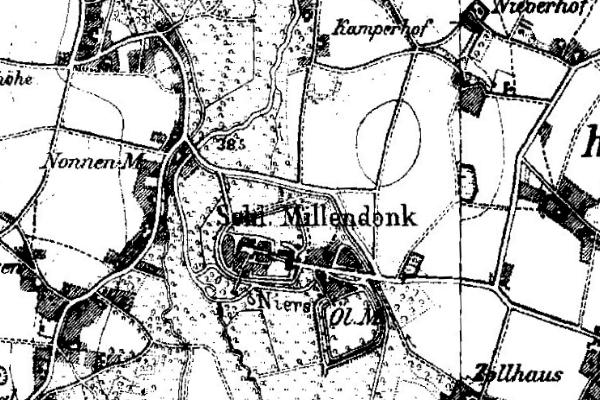
Die Nonnenmühle auf der Karte Neuaufnahme von 1912
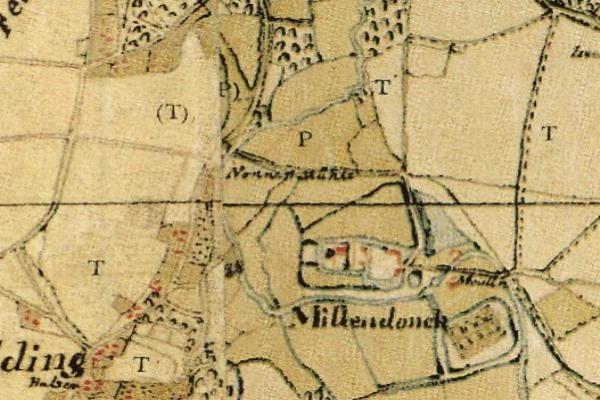
Die Nonnenmühle auf der Tranchotkarte 1803–1820

## Denkmaleintrag
Nonnenmühle in Uedding Eintrag als Denkmal am 4. April 2002:

„Das Objekt liegt östlich von Uedding an der Einmündung der Ueddinger Straße in die Myllendonker Straße unweit der hier begradigten Niers. Der Gebäudekomplex der Nonnenmühle stellt sich als eine in zurückhaltender, aber qualitativ überzeugender regionaltypischer Architekturformensprache erbaute Backsteinhofanlage dar. Zweigeschossige, auf mehrfach abgewinkeltem Grundriss zur Myllendonker Straße hin nicht komplett geschlossene Dreiseithofanlage unter mit anthrazitfarbenen Ziegeln eingedeckten Satteldächern. Giebelständiges, zweigeschossiges Backsteinwohnhaus mit einem nach Norden anschließenden, traufständigen, zweigeschossigen Nebengebäude und einem nach Süden jenseits des straßenparallel angeordneten Hofraumes liegenden Mühlengebäude. Daran schließen sich weitere ehemalige Wirtschaftsgebäude an, die teilweise U-förmig den südlichen Teil des Hofraumes umschließen. Hochrechteckige Fensteröffnungen, wie die Tür- und Toröffnungen mit einem leichten Stichbogen überfangen. Das giebelständig zur Myllendonker Straße stehende, zweigeschossige Haupthaus unter Satteldach besitzt den Hauszugang vom Hof aus. Der Hauszugang ist mit hartgebrannten Klinkern in expressionistischer Art nachträglich umgestaltet. Das Erdgeschoss wird an der Hofseite durch ein Gurtgesims vom Obergeschoss getrennt. An der Giebelseite zur Straße hin wurden im Erdgeschoss die beiden rechten Fensteröffnungen nachträglich geschlossen. Original erhaltene Stulpflügelfensterrahmen mit einer Sprosse und geteilten Oberlichtern prägen die Fassaden. Nach Norden entlang der Myllendonker Straße schließt sich ein zweigeschossiges, aber in Traufen- und Firsthöhe niedriger gehaltenes Gebäude mit drei Fensterachsen an. Original erhaltene Stulpflügelfensterrahmen mit einer Sprosse und geteilten Oberlichtern. In der Gebäudeecke zwischen Haupthaus und v. g. Nebengebäude ist auf der zur Niers hin gelegenen Gartenseite im Erdgeschoss ein kleiner Anbau unter Spitzdach als Nebenzugang eingeschoben. Hier zeigen sich die Fensterachsen im Erd- und Obergeschoss versetzt. Parallel zurückversetzt von der Straße steht jenseits der rechteckigen Hoffläche ein weiteres zweigeschossiges Gebäude unter Satteldach mit Hauszugang und stichbogiger Toreinfahrt, in dem sich ursprünglich die technischen Anlagen der Nonnenmühle befunden haben. In diesem Bauteil wurden die Fenster in Anlehnung an die Originalfenster modern erneuert. Nach Süden schließt sich ein eingeschossiges, auf schmalerem Grundriss errichtetes Backsteingebäude – mit nicht denkmalwerten Hundezwingern – an. Im rechten Winkel hierzu steht ein giebelständiges Wirtschaftsgebäude unter Satteldach mit zwei Tordurchfahrten, die die Durchfahrt vom Hofraum auf die sich südlich anschließenden Wiesen erlauben. Im rechten Winkel hierzu setzt ein weiteres traufständiges Wirtschaftsgebäude (event. Scheune) unter Satteldach unmittelbar an der Straße an. Das große Grundstück wird begrenzt durch eine Einfassungsmauer entlang der Myllendonker Straße. Sie geht aus vom westlichen Niersuferweg an der Brücke der Myllendonker Straße über die Niers im Osten des Grundstücks und verläuft entlang der Straße bis zum Gebäudekomplex der Nonnenmühle, setzt sich als Hofabschlussmauer entlang des Hofraumes zwischen Haupthaus und Scheune fort, um jenseits des letztgenannten Wirtschaftsgebäudes bis weit nach Süden entlang der Myllendonker Straße die Wiesen zu begrenzen. Sie besteht aus Ziegelmauerwerk im Bereich der zwischen quadratischen Mauerpfeilern angeordneten Sockel und einem Stabgitterzaun. Die beiden Toranlagen aus Stabgitterlelementen (Hof und südlich der Scheune) sind mit den Initialen „T“ und „E“ (Theodor Esser) verziert.
Das Gebäude ist als bedeutendes Zeugnis des niederrheinischen Mühlenwesens, aus ortsgeschichtlichen Gründen und aus bauhistorischen Gründen als Baudenkmal schützenswert.“